# Komputer (zespół muzyczny)
Komputer – brytyjski zespół muzyczny wykonujący muzykę elektroniczną, założony w  Londynie przez Simona Leonarda i Davida Bakera.
Grupa początkowo rozpoczęła działalność pod opieką wytwórni Mute Records w 1984 roku pod nazwą I Start Counting i kontynuowała działalność pod przydomkiem Fortran 5, do czasu wydania debiutanckiego albumu The World of Tomorrow w 1998.
Muzyka Komputer to typowo elektroniczne utwory, silnie inspirowane twórczością Kraftwerk. Zespół czerpie sample z wielu źródeł: od nagrań radzieckich kosmonautów, przez zgniatarki śmieci, po dzwonki telefonów komórkowych.
Na potrzeby produkcji Synthetik, trzeciego albumu grupy, muzyka znacząco ewoluowała przez długi okres. Utwory były wypróbowywane podczas grania na żywo, a po tym odrzucane bądź rearanżowane w studio, aby muzycznie powrócić do bardziej tradycyjnego, elektronicznego stylu z pierwszej płyty grupy – jednak bez pozbywania się bardziej eksperymentalnych elementów współczesnej muzyki elektronicznej.